# CAIG Wing Loong

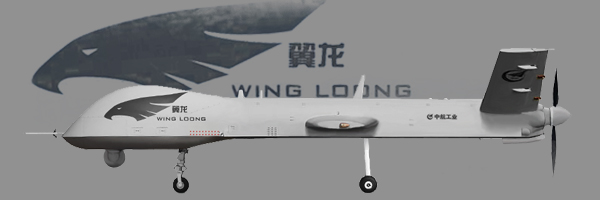
Vista lateral del UAV chino multifunción Wing Long.

El Chengdu GJ-1, también conocido como Wing Loong 1, es un vehículo aéreo no tripulado (UAV) de altitud media y gran autonomía (MALE), desarrollado por Chengdu Aircraft Industry Group en la República Popular China. Diseñado para ser utilizado como plataforma de vigilancia y reconocimiento aéreo, el Pterodactyl I es capaz de equiparse con armas aire-tierra para su uso como vehículo aéreo de combate no tripulado (UCAV).